# Skowronek (Osowo Leśne)
Skowronek – część wsi Osowo Leśne w Polsce, położona w województwie pomorskim, w powiecie starogardzkim, w gminie Lubichowo, na obszarze leśnym Borów Tucholskich. Skowronek wchodzi w skład sołectwa Osowo Leśne.
W latach 1975–1998 Skowronekć należał administracyjnie do województwa gdańskiego.